# Тиосульфат бария
Тиосульфат бария — неорганическое соединение, 
соль металла бария и тиосерной кислоты с формулой BaSO3S,
бесцветные кристаллы,
слабо растворяется в воде,
образует кристаллогидрат.

## Получение
- Действие тиосульфата натрия на растворимую соль бария:

{\displaystyle {\mathsf {BaCl_{2}+Na_{2}SO_{3}S\ {\xrightarrow {}}\ BaSO_{3}S\downarrow +2NaCl}}}

## Физические свойства
Тиосульфат бария образует бесцветные кристаллы.
Слабо растворяется в воде.
Образует кристаллогидрат состава BaSO3S•H2O.

## Химические свойства
- Кристаллогидрат теряет воду при нагревании:

{\displaystyle {\mathsf {BaSO_{3}S\cdot H_{2}O\ {\xrightarrow {100^{o}C}}\ BaSO_{3}S+H_{2}O}}}
- Реагирует с растворимыми сульфатами:

{\displaystyle {\mathsf {BaSO_{3}S+Na_{2}SO_{4}\ {\xrightarrow {}}\ BaSO_{4}\downarrow +Na_{2}SO_{3}S}}}